# Tristan Rogers
Tristan Rogers (3. června 1946 Melbourne, Austrálie – 15. srpna 2025 Palm Springs, Kalifornie, USA) byl australský herec. Nejvíce se proslavil rolí Roberta Scorpia v seriálu General Hospital vysílaném stanicí ABC a dabingem postavy Jakea ve filmu Záchranáři u protinožců studia Walt Disney Pictures.

## Život a kariéra
Tristan Rogers pocházel z Melbourne a předtím než se začal živit herectvím byl členem rockové kapely, kde hrál na bicí. Po rozpadu skupiny se dal na dráhu herectví a objevil se v několika australských seriálech.
Svou životní roli získal v roce 1980 v americkém seriálu General Hospital, který byl v amerických televizích vysílán již od roku 1963. V mýdlové opeře ztvárnil populární postavu Roberta Scorpia. Svou roli si udržel až do roku 1992, kdy Scorpio zemřel. Příležitostně se ale objevoval i později jako duch.
Jeho další významnou rolí byl Jake ve filmu Záchranáři u protinožců (1977) studia Walt Disney Pictures. Daboval také ve videohře Mad Max (2015). V průběhu let také vystupoval v telenovele Mladí a neklidní.
Tristan Rogers byl od května 1995 ženatý s Teresou Parkersonovou. Měli spolu dvě děti, dceru Saru Jane a syna Calea. V roce 1997 koupil dům v Palm Springs v Kalifornii. Předtím byl v letech 1973 až 1983 ženatý s Barbarou Meale.
V červenci 2025 bylo oznámeno, že mu byla diagnostikována rakovina plic. Tristan Rogers zemřel 15. srpna 2025 ve věku 79 let.

## Filmografie (výběr)

### Filmy
- Záchranáři u protinožců (1977)
- Delgo (2008)

### Televize
- General Hospital (1980–1992, 1995, 2006, 2008, 2012–2016, 2018–2025)
- Mladí a neklidní (2010–2012, 2014–2017, 2019)